# (30843) 1991 JK1
(30843) 1991 JK1 est un astéroïde de la ceinture principale d'astéroïdes découvert en 1991.

## Description
(30843) 1991 JK1 a été découvert le 8 mai 1991 à l'observatoire Palomar, situé au nord de San Diego en Californie, par Eleanor Francis Helin.

### Caractéristiques orbitales
L'orbite de cet astéroïde est caractérisée par un demi-grand axe de 2,71 ua, un périhélie de 1,83 ua, une excentricité de 0,32 et une inclinaison de 16,84° par rapport à l'écliptique. Du fait de ces caractéristiques, à savoir un demi-grand axe compris entre 2 et 3,2 ua et un périhélie supérieur à 1,666 ua, il est classé, selon la JPL Small-Body Database, comme objet de la ceinture principale d'astéroïdes.

### Caractéristiques physiques
(30843) 1991 JK1 a une magnitude absolue (H) de 14,0 et un albédo estimé à 0,500.